# 1625
Évszázadok: 16. század – 17. század – 18. század
Évtizedek: 1570-es évek – 1580-as évek – 1590-es évek – 1600-as évek – 1610-es évek – 1620-as évek – 1630-as évek – 1640-es évek – 1650-es évek – 1660-as évek – 1670-es évek
Évek: 1620 – 1621 – 1622 – 1623 –  1624 – 1625 – 1626 – 1627 – 1628 – 1629 – 1630

## Események

### Határozott dátumú események
- március 25. – Dávid Pál knini püspök tölti be a pécsi címzetes püspöki tisztet.[1]
- március 27. – Apja halálát követően I. Károly ül az angol trónra.[2]
- május 26. – A török és Habsburg követek Kőhídgyarmat mellett megkötötik az ún. (hidas)gyarmati békét.[3]
- szeptember 8.–december 20. – Országgyűlés Sopronban.
- október 25. – Esterházy Miklóst nádorrá választja a soproni országgyűlés.[4] (Ekkor a nádor fizetése 22 000 magyar forintot tett ki.)
- november 26. – A soproni országgyűlés királlyá választja II. Ferdinánd elsőszülött fiát, Ferdinánd főherceget.[4] (A későbbi III. Ferdinándot december 8-án, Szűz Mária szeplőtelen fogantatásának napján, Sopron városában koronázták meg.)[5]

### Határozatlan dátumú események
- az év folyamán – A karibi térség legkeletibb szigetén fekvő Barbadost felfedezői az angol korona birtokának minősítik.[6]

## Születések
- június 8. – Giovanni Domenico Cassini, csillagász († 1712)
- június 10. – Apáczai Csere János, magyar pedagógus, polihisztor († 1659)
- november 20. – Paulus Potter holland festő († 1654)

Ismeretlen dátum:
- Frangepán Katalin – Zrínyi Péter horvát bán felesége, Zrínyi Ilona fejedelemasszony anyja († 1673)

## Halálozások
- január 13. – Id. Jan Brueghel, flamand festő, Pieter Bruegel fia (* 1568)
- május 1. – Thurzó Szaniszló nádor (* 1576)